# 童漢臣
童漢臣（1508年—？），字仲良，號南衡，浙江杭州府錢塘縣人，明朝政治人物。

## 生平
嘉靖十年（1531年）辛卯科浙江鄉試第十一名舉人，十四年（1535年）中式乙未科會試第一百十四名，三甲第六十六名進士。授魏縣知縣，十八年（1539年）二月升江西道監察御史，十九年（1540年）巡按直隸，二十一年（1542年）改巡按山西，當時俺答汗進犯宣府、大同，宣大總督樊繼祖掩飾敗績，三度謊報大捷，被童漢臣論劾，二十二年（1543年）論劾禮部尚書嚴嵩、吏部尚書許讚，同年六月謫湖廣布政使司都事，後來起復原職，三十二年（1553年）出為泉州府知府，抵禦倭寇進犯有功，升江西按察司副使。

## 家族
曾祖童斌；祖父童富；父童偉，母沈氏。具慶下。兄童舜臣。